# Mario Bros.
Марио Брос. је игра платформе 1983. године и објављена за аркаде од Нинтенда. Дизајнирао га је Шигеру Мијамото и Гунпи Јокои, Нинтендов главни инжењер. Италијански водоинсталатер Марио и његов близанац Луиђи истребили су створења из канализације ударајући их наопако и ударали их. Део је франшизе Марио, али је првобитно почело као спин-офф из серије Донки Конг. Аркадне и Фамицом / Нинтендо забавне верзије су примљене критичари. Елементи уведени у Марио Брос. Као што су предење бонус кованице, корњаче које се могу пребацити на леђа, а Луиђи су преношени у Супер Марио Брос. (1985) и постали стезаљке серије. Ажурирана верзија Марио Брос-а је укључена као мини игра у свим Супер Марио Адврнс Серијама и бројним другим играма. Марио Брос. Поново је објављен преко Нинтендових мрежних продавница за касније системе.

## Гејмплеј
Марио Брос. Карактеристике две вољине, Марио и Луиђи, који имају истрагу у канализацији Њујорка након чудних бића тамо се појављују доле. Циљ игре је поразити све непријатеље у свакој фази. Механика Марио Брос. Укључује само трчање и скакање. За разлику од будућих Марио игара, играчи не могу да скоче на непријатеље и скрати их, осим ако су им већ били укључени на леђа. Свака фаза је низ платформи са цевима у сваком углу екрана, заједно са објектом који се зове блок "ПОВ" у центру. Фазе користе омотано, што значи да ће непријатељи и играчи који се одлазе на једну страну поново се појављују на супротној страни. Игра се наставља док играч не изгуби све животе. Играч добија бодове тако што ћете поразити више непријатеља узастопно и може учествовати у бонусном кругу да би се добио више бодова. Непријатељи су поражени ударајући их ударцем након што су леђа. То се постиже ударањем платформе, непријатељ је директно испод њих. Ако играч дозволи превише времена да се прође након што се то учини (око шест секунди), непријатељ ће се пребацити назад, мењајући се у боји и повећању брзине. Свака фаза има одређени број непријатеља, а коначни непријатељ одмах мења боју и повећава се до максималне брзине. Ударање прекривеног непријатеља од испод узрокује да се исправи и почне да се поново креће, али не мења брзину или боју. Постоје четири непријатеља која се појављују из цеви: шећернице; Сидестеппер, за који је потребно два удара да се пребаци; борац лети, који се креће скоком и може се само окренути када додирује платформу; и палус који претвара платформе у клизави лед. Када се налете одоздо, палачица нестаје одмах уместо да се преврне и не рачуна се у укупан број који мора бити поражен да би се довршила фаза. Све ледене платформе враћају се у нормалу на почетку сваке нове фазе. Пети непријатељ, ватрене кугле, летите око екрана уместо да се придржавају платформи. Долазе у две варијанте, црвене и зелене боје. Зелене су брже, али нестају након кратког временског периода, док црвени одскачу и не нестају док их не буду погођени доле. Касније у игри, ИЦИКЛЕС-ови се формирају под платформама и понекад на врху цеви и падају. Блок "Пов" окреће све непријатеље додирујући платформу или под када га играч удари одоздо. Може се користити три пута пре него што нестане. Бонус рунди дају играчима прилику да постигну додатне бодове прикупљањем кованица у року. Блок "ПОВ" испуњава се на почетку сваког бонуса.